# Масьель, Франсиско
Франсиско Масьель Гарсия (исп. Francisco Maciel García; род. 1 июля 1964, Сантьяго-де-Керетаро) — мексиканский теннисист, завоевавший серебряную медаль на показательном олимпийском теннисном турнире 1984 года.

## Спортивная карьера
В 1982 году 18-летний Франсиско Масьель провёл свои первые матчи за сборную Мексики в Кубке Дэвиса, потерпев четыре поражения в четырёх играх с соперниками из Австралии и Румынии. Только в 1984 году он добился первой победы в рамках этого турнира. На этот же год приходятся его первые серьёзные успехи в индивидуальных турнирах: в апреле он выиграл турнир ATP Challenger в Сан-Луис-Потоси в парном разряде, в июне повторил этот успех в Дортмунде уже в одиночном разряде, а два месяца спустя принял участие в показательном олимпийском турнире в Лос-Анджелесе, участие в котором принимали игроки в возрасте не старше 20 лет. Победив на ранних этапах Эмилио Санчеса и Якоба Хласека, непосеянный Масьель дошёл до финала, где его остановил 18-летний Стефан Эдберг.
1985 год был ознаменован для Масьеля значительной удачей в Кубке Дэвиса. Его победы в матчах со сборными Перу, Канады и Бразилии позволили мексиканцам выиграть Американскую группу и войти в Мировую группу — высший эшелон этого соревнования. На 1986 год приходится пик индивидуальной карьеры Масьеля. В мае он вышел в четвёртый круг Открытого чемпионата Франции, а в июне сначала дошёл в Болонье в полуфинал турнира Гран-при, а затем в Афинах достиг первого и единственного в карьере финала турнира Гран-при. После этого он поднялся в рейтинге до 35-го места — высшего в карьере. В следующем месяце в рамках матча Кубка Дэвиса против сборной США Масьель принёс единственное очко команде Мексики, нанеся поражение Тиму Майотту — десятой ракетке мира на тот момент. Ближе к концу года он ещё раз дошёл до полуфинала в турнире Гран-при, на этот раз в Бразилии.
В дальнейшем, однако, Масьелю не удалось развить успех 1986 года. Уже к концу следующего сезона он покинул не только первую, но и вторую сотню рейтинга. В 1988 году он был допущен в олимпийский теннисный турнир в Сеуле, но выбыл из борьбы в первом же круге. 1989 год он почти полностью пропустил, и даже выигрыш в апреле 1990 года последнего в карьере «челленджера» в Мехико позволил ему лишь переместиться из пятой сотни рейтинга в третью. Свой последний финал «челленджера» в одиночном разряде он провёл также в Мехико ровно через год после этого. Ещё через год он в последний раз побывал в финале «челленджера» в парном разряде и после поражения от Якоба Хласека в первом круге Олимпийских игр в Барселоне завершил игровую карьеру в 28 лет.
В дальнейшем Франсиско Масьель занимал пост председателя Федерации тенниса Мексики. Он оставался на этом посту два срока, в течение восьми лет до 2008 года.

## Участие в финалах турниров ATP и ATP Challenger за карьеру (1+7)

### Одиночный разряд (1+5)

#### Победы (0+4)
| Дата        | Турнир              | Покрытие | Соперник в финале | Счёт в финале |
| ----------- | ------------------- | -------- | ----------------- | ------------- |
| 18 июн 1984 | Дортмунд, ФРГ       | Грунт    | Виктор Печчи      | 6-2, 6-4      |
| 19 июн 1984 | Дортмунд (2)        | Грунт    | Эдуардо Массо     | 7-6, 6-2      |
| 11 ноя 1985 | Сан-Паулу, Бразилия | Грунт    | Кассиу Мотта      | 6-3, 6-3      |
| 16 апр 1990 | Мехико, Мексика     | Грунт    | Луис Эррера       | 2-6, 7-6, 6-3 |

#### Поражения (1+1)
| Дата        | Турнир          | Покрытие | Соперник в финале | Счёт в финале |
| ----------- | --------------- | -------- | ----------------- | ------------- |
| 16 июн 1986 | Афины, Греция   | Грунт    | Хенрик Сундстрём  | 0-6, 5-7      |
| 15 апр 1991 | Мехико, Мексика | Грунт    | Фернанду Ройнси   | 6-7, 6-4, 4-6 |

### Парный разряд (0+2)

#### Победа (0+1)
| Дата        | Турнир                   | Покрытие | Партнёр       | Соперники в финале  | Счёт в финале |
| ----------- | ------------------------ | -------- | ------------- | ------------------- | ------------- |
| 16 апр 1984 | Сан-Луис-Потоси, Мексика | Грунт    | Хуан Эрнандес | Росс Кейс Крис Данк | 6-4, 6-2      |

#### Поражение (0+1)
| Дата        | Турнир                   | Покрытие | Партнёр        | Соперники в финале           | Счёт в финале |
| ----------- | ------------------------ | -------- | -------------- | ---------------------------- | ------------- |
| 13 апр 1992 | Сан-Луис-Потоси, Мексика | Грунт    | Агустин Морено | Леонардо Лавалле Луис Эррера | 2-6, 2-6      |